# تائکو اویاما
تائکو اویاما (انگلیسی: Taeko Oyama؛ زادهٔ ۱۸ ژوئن ۱۹۷۴) بازیکن بسکتبال اهل ژاپن بود.